# Mastacembelus notophthalmus
Mastacembelus notophthalmus és una espècie de peix pertanyent a la família dels mastacembèlids.

## Descripció
- Fa 39 cm de llargària màxima.[5][6]

## Hàbitat
És un peix d'aigua dolça, demersal i de clima tropical.

## Distribució geogràfica
Es troba a Àsia: Malàisia i Indonèsia.

## Observacions
És inofensiu per als humans.